# تیت تام
تیت تام (استونیایی: Tiit Tamm؛ زادهٔ ۱۸ آوریل ۱۹۵۲) اسکی‌باز پرش سابق و مربی اهل استونی است.